# Eduard Strauss (Philosoph)
Eduard Strauss (geboren 18. Februar 1876 in Kreuznach; gestorben 23. August 1952 in New York City) war ein deutschamerikanischer Chemiker und jüdischer Philosoph.

## Leben
Eduard Strauss war ein Sohn des Weinhändlers Heinrich Strauss und der Viktoria Nathan. Strauss zog 1892 nach Frankfurt am Main und studierte ab 1895 Chemie, Physik und Biologie in Bonn, München und Berlin, wo er 1899 in Chemie promoviert wurde. Er arbeitete bei Karl Andreas Hofmann und als Assistent bei Albert Hilger in München.
Strauss zog zurück nach Frankfurt und heiratete 1907 Beatrice Rosenberg, deren Eltern Remigranten aus den USA waren. Sie hatten zwei Kinder, die Tochter Carola Trier (1913–2000) wurde Tänzerin und Pilates-Trainerin. Von 1909 bis 1912 leitete er ein biochemisches Labor, daneben war er Lehrer beim Bund für jüdische Volksbildung. Strauss wurde 1914 Soldat im Ersten Weltkrieg. Danach arbeitete er bis 1922 am Biologischen Institut der Frankfurter Universität und war seither am Georg-Speyer-Haus, Institut für Chemotherapeutik, beschäftigt.
Daneben war er 1920 Mitgründer der Jüdischen Volkshochschule Frankfurt, Freies Jüdisches Lehrhaus, und hielt Vorlesungen über religionsphilosophische Fragestellungen. Strauss schrieb Artikel für das Frankfurter Israelitische Gemeindeblatt, die jüdische Zeitschrift Der Morgen, aber auch für die Frankfurter Zeitung. Nach der Machtübergabe an die Nationalsozialisten wurde Strauss 1935 beim Georg-Speyer-Haus entlassen. Im Juni 1938 emigrierte er mit der Familie nach Italien, das er aufgrund der Rassengesetze im Dezember des Jahres schon wieder verlassen musste. Da seine Frau von Geburt US-Amerikanerin war, gelang ihnen die Flucht über Kuba in die USA, wo er 1943 die Staatsbürgerschaft erhielt.
Strauss fand 1939 in New York als Chemiker sofort Arbeit am Beth David Hospital und arbeitete danach für verschiedene Kliniken und für die New York University. Er wurde Mitglied der jüdischen Gemeinde Congregation Habonim, widmete sich wieder philosophischen und religiösen Fragen im Rahmen der Erwachsenenbildung, schrieb für die deutschsprachige Emigrantenzeitung Aufbau und ließ seine Vorträge drucken.
Am 23. Juni 2014 wurden vor dem Georg-Speyer-Haus in der Paul-Ehrlich-Str. 42 fünf Stolpersteine für verfolgte jüdische Wissenschaftler des Georg-Speyer-Hauses und des Paul-Ehrlich-Instituts verlegt, darunter auch für Eduard Strauss. Die anderen vier waren:
- Wilhelm Caspari
- Erwin Stilling[3]
- Hugo Bauer[3]
- Ferdinand Blum

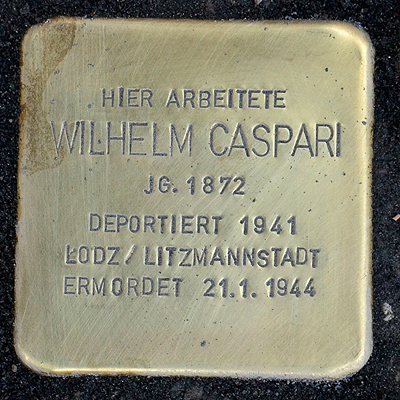
Stolperstein für Wilhelm Caspari
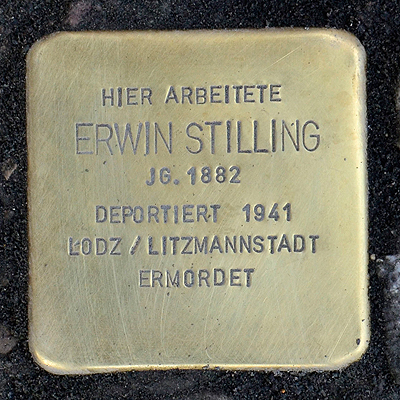
Stolperstein für Erwin Stilling
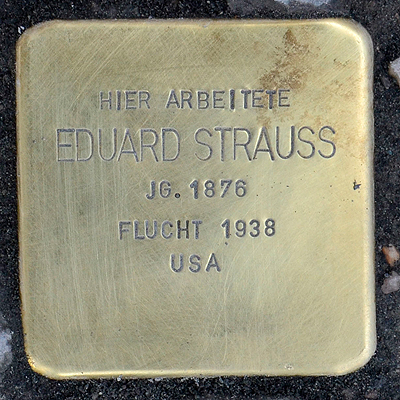
Stolperstein für Eduard Strauss
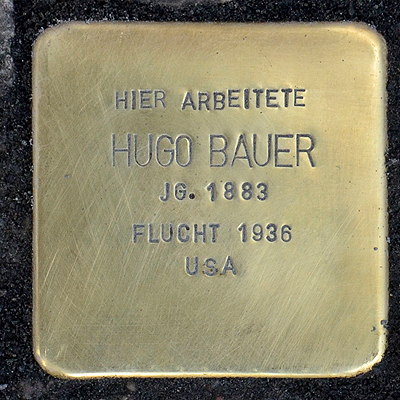
Stolperstein für Hugo Bauer
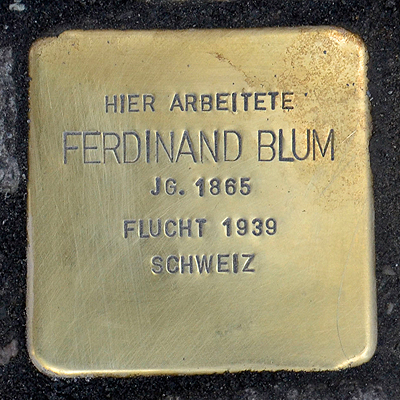
Stolperstein für Ferdinand Blum

## Schriften (Auswahl)
- Über Aminoalkohole und einige Derivate. Berlin : Druck von E. Ebering, 1899, Inaugural-Dissertation.
- Studien über die Albuminoide mit besonderer Berücksichtigung des Spongins und der Keratine. Heidelberg : Winter, 1904.
- Judentum und Zionismus. Frankfurt a.M. : J. Kauffmann, 1919.
- Franz Rosenzweig: Zur jüdischen Erziehung : drei Sendschreiben. Mit einem Nachwort von Eduard Strauß. Berlin : Schocken, 1937.
- Aufsaetze und Anmerkungen 1919–1945 [zu seinem siebzigsten Geburtstag, 18. Februar 1946]. New York : Congregation Habonim, 1946.